# Rząd Alexandra De Croo
Rząd Alexandra De Croo – federalny rząd Belgii powołany 1 października 2020 roku.
Z powodu długiego okresu impasu politycznego w postaci mniejszościowego rządu Sophie Wilmès konieczne stało się powołanie rządy mającego działać w normalnym trybie.
W końcu 1 października na urząd premiera powołano Alexandra De Croo z liberalnej partii Open Vld przy poparciu nowo powstałej flamandzko-frankofońskiej koalicji Vivaldi składającej się z partii: sp.a, PS, MR, Open Vld, Ecolo, Groen oraz CD&V. Zgodnie z tradycją polityczną nowy premier musi pochodzić z flamandzkiej części Belgii, ponieważ poprzedni nietymczasowy premier Charles Michel pochodził z frankofońskiej części kraju.
10 czerwca 2024, nazajutrz po wyborach parlmentarnych, premier złożył dymisję rządu. 3 lutego 2025, z chwilą powołania rządu Barta De Wevera, gabinet zakończył urzędowanie.

## Skład rządu
| Funkcja | Minister                 | Partia   |
| --- | ------------------------ | -------- |
| Premier Belgii | Alexander De Croo        | Open Vld |
| Minister gospodarki i pracy, wicepremier | Pierre-Yves Dermagne     | PS       |
| Minister spraw zagranicznych, europejskich i handlu zagranicznego oraz minister do sprawy federalnych instytucji kultury, wicepremier                 | Sophie Wilmès            | MR       |
| Minister do spraw mobilności, wicepremier | Georges Gilkinet         | Ecolo    |
| Minister finansów, wicepremier | Vincent Van Peteghem     | CD&V     |
| Minister spraw społecznych i zdrowia, wicepremier | Frank Vandenbroucke      | sp. a.   |
| Minister do spraw służb publicznych i przedsiębiorstw publicznych, wicepremier                                                                        | Petra De Sutter          | Groen    |
| Minister sprawiedliwości, wicepremier | Vincent Van Quickenborne | Open Vld |
| Minister do spraw klasy średniej, samozatrudnionych, małej i średniej przedsiębiorczości, rolnictwa, reform instytucjonalnych i odnowy demokratycznej | David Clarinval          | MR       |
| Minister do spraw emerytur i integracji społecznej | Karine Lalieux           | PS       |
| Minister obrony | Ludivine Dedonder        | PS       |
| Minister do spraw klimatu, środowiska i zrównoważonego rozwoju                                                                                        | Zakia Khattabi           | Ecolo    |
| Minister spraw wewnętrznych i reform instytucjonalnych                                                                                                | Annelies Verlinden       | CD&V     |
| Minister współpracy rozwojowej | Meryame Kitir            | PS       |
| Minister energii | Tinne Van der Straeten   | Groen    |